# Chromis monochroma
Chromis monochroma is een straalvinnige vissensoort uit de familie van rifbaarzen of koraaljuffertjes (Pomacentridae). De wetenschappelijke naam van de soort is voor het eerst geldig gepubliceerd in 2004 door Allen & Randall.
De soort komt voor in Indonesië en een mannetje kan een lengte van 5,1 centimeter bereiken.